# ミツバウツギ属
ミツバウツギ属（ミツバウツギぞく、学名：Staphylea、和名漢字表記：三葉空木属）はミツバウツギ科の属の一つ。

## 特徴
落葉の低木または高木。葉は紙質で、1回3出複葉または1回奇数羽状複葉で、小葉は3-7個、側小葉に柄はない。托葉および小托葉があり、托葉は早落性。花序は円錐形になり、側枝に頂生する。花は両性で5数性、花弁と萼片は5個で萼片は基部で合着する。雄蕊は5個。雌蕊は1個。果実は蒴果で風船状にふくらみ、上部が2-3裂する。種子は球形で仮種皮はない。
北半球の温帯に10-11種あり、日本にはミツバウツギ1種が自生する。

## 種

### 日本の種
- ミツバウツギ Staphylea bumalda DC. -日本のほか、中国、朝鮮に分布

### 外国の種
- Staphylea bolanderi A.Gray -北アメリカ西部に分布
- Staphylea colchica Steven -アジア南西部に分布
- Staphylea emodi Wall. -ヒマラヤに分布
- Staphylea forrestii Balf. f. -中国に分布
- Staphylea holocarpa Hemsl. -中国に分布
- Staphylea pinnata L. -ヨーロッパに分布
- Staphylea pringlei S. Watson -メキシコに分布
- Staphylea shweliensis W.W. Sm. -中国に分布
- Staphylea trifolia L. -北アメリカ東部に分布

## ギャラリー
- ミツバウツギ
- Staphylea bolanderi
- Staphylea colchica
- Staphylea pinnata
- Staphylea trifolia